# شلبی (کارولینای شمالی)
شلبی (به انگلیسی: Shelby) شهری در ایالت کارولینای شمالی کشور ایالات متحده آمریکا است که جمعیت آن در سرشماری سال ۲۰۱۰ میلادی، ۲۰٬۳۲۳ نفر بوده‌است.